# 佳能 (塑料产品公司)
佳能（Glad）是一个美国塑料产品公司，总部位于加州奥克兰，起源于1963年由美國聯合碳化物的一些员工创办的塑料膜公司。目前主要产品有保鲜膜、保鲜袋、垃圾袋等。1998年，被高乐氏收购。2002年，宝洁购买了该公司10%股份；三年后，持股比例增加到20%。